# Mykoła Sycz
Mykoła Anatolijowycz Sycz (ukr. Мико́ла Анато́лійович Сич, ros. Николай Анатольевич Сыч, ur. 7 lutego 1971 we Lwowie) – były ukraiński piłkarz występujący na pozycji obrońcy, trener Enerhiji Lwów.

## Kariera klubowa
Mykoła Sycz zaczynał grę w piłkę nożną w szkółce Karpat Lwów. W 1989 roku został on włączony do kadry pierwszego zespołu, grającego w III lidze Związku Radzieckiego. W 1992 roku wziął on udział z Karpatami w premierowym sezonie Wyższej lihi.
Na początku 1993 roku Mykoła Sycz przeniósł się do trzecioligowego Chemika Bydgoszcz, gdzie spędził rundę wiosenną jako podstawowy zawodnik. Po pół roku został on graczem Warty Poznań, w barwach której zaliczył 4 występy w I lidze debiutując 21. sierpnia w meczu z Hutnikiem Kraków. W przerwie zimowej sezonu 1993/1994 Sycz odszedł do Metałurha Zaporoże.
Potem kontynuował on karierę w Skifach Lwów, Wołyni Łuck, Hałyczynie Drohobycz oraz FK Ołeksandrija. Ostatnim klubem Mykoły Sycza była amatorska Wiktorija Kopytkiw.

## Kariera trenerska
W latach 2004–2008 Mykoła Sycz pracował jako trener futsalowej drużyny Enerhija Lwów, z którą zdobył w 2007 roku tytuł mistrza Ukrainy. Następnie pełnił on funkcję asystenta trenera, a po rezygnacji Stanisława Honczarenki został on w styczniu 2013 roku ponownie mianowany pierwszym szkoleniowcem.

### Sukcesy trenerskie
- 1 x mistrzostwo Ukrainy w futsalu - Enerhija Lwów (2007)